# Heyzy
Heyzy ist eine deutsche Rock-Band mit überwiegend englischen Texten, die 2007 in Bremen gegründet wurde.

## Geschichte

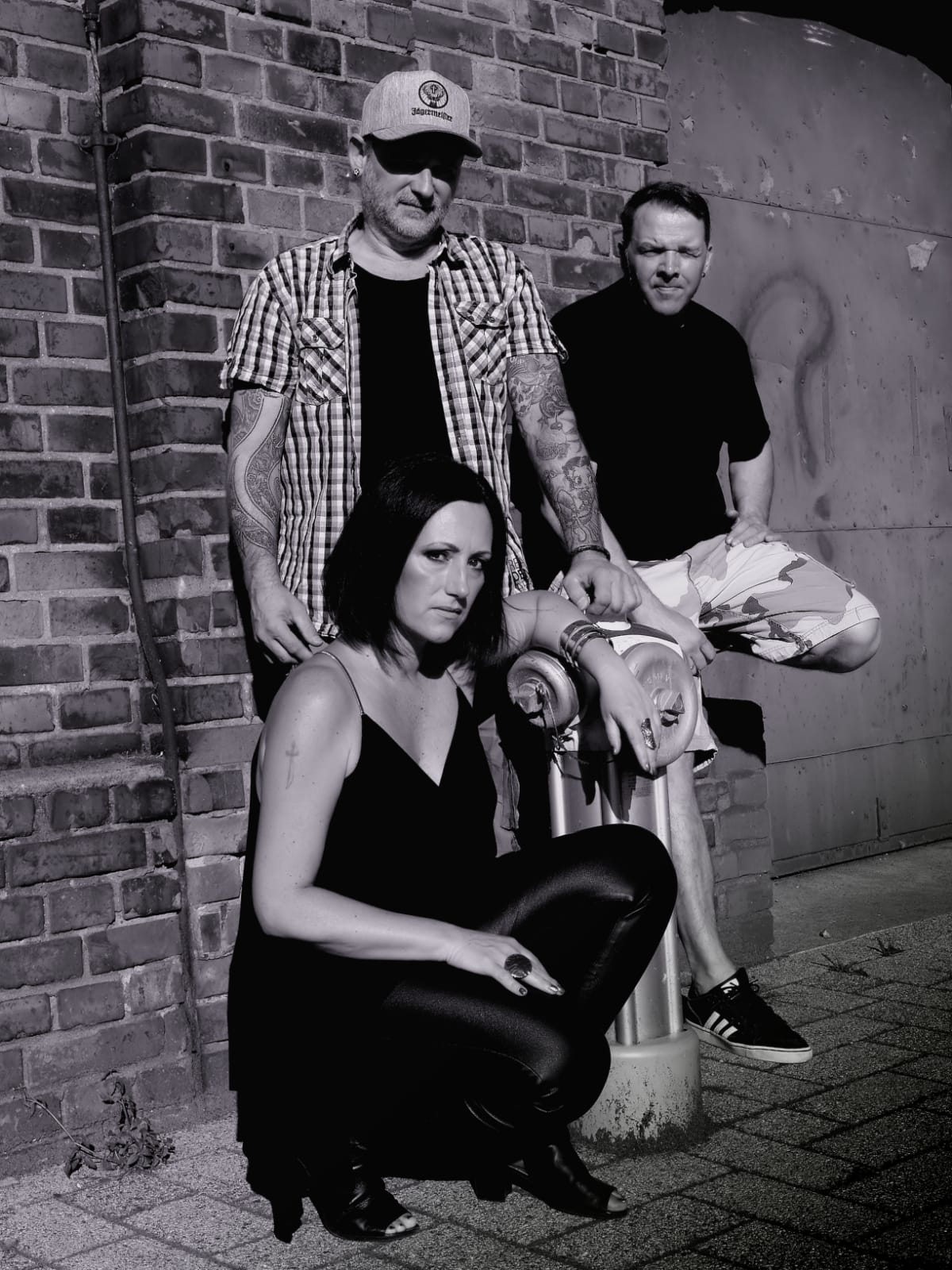
Bandfoto

Heyzy wurde 2007 von Remo Süß (Gitarre), Britta Helm (Gesang), Jens Simmerling (Schlagzeug) und Timo Werner (Bass) unter dem ursprünglichen Namen Flanders Poppy gegründet. In dieser Besetzung spielte Heyzy bis Ende 2009.
Von 2010 bis 2013 gab es mehrere Umbesetzungen an Bass und Schlagzeug. 2011 erschien das 60-minütige Debüt-Album Wrong Life, das unter dem deutschen Indie-Label Dirty Records veröffentlicht wurde. Im gleichen Jahr wurde die Single Against The World im Hannoveraner Horus Sound Studio aufgenommen.
Das Erreichen des ersten Platzes beim „Rock deine Stadt“-Bandcontest der Music-Academy Bremen 2012 ermöglichte Heyzy eine weitere Studioproduktion im Tonstudio der Academy Bremen/Oldenburg. Zahlreiche regionale und überregionale Auftritte folgten.
Durch einen Mitarbeiter des US-Radiosenders KEGL wurde Produzent Beau Hill auf Heyzy aufmerksam und bot sich an, einen Song der Band für den amerikanischen Markt neu zu mischen. Seit Ende September 2014 arbeitet die Band mit dem US-Produzenten zusammen.

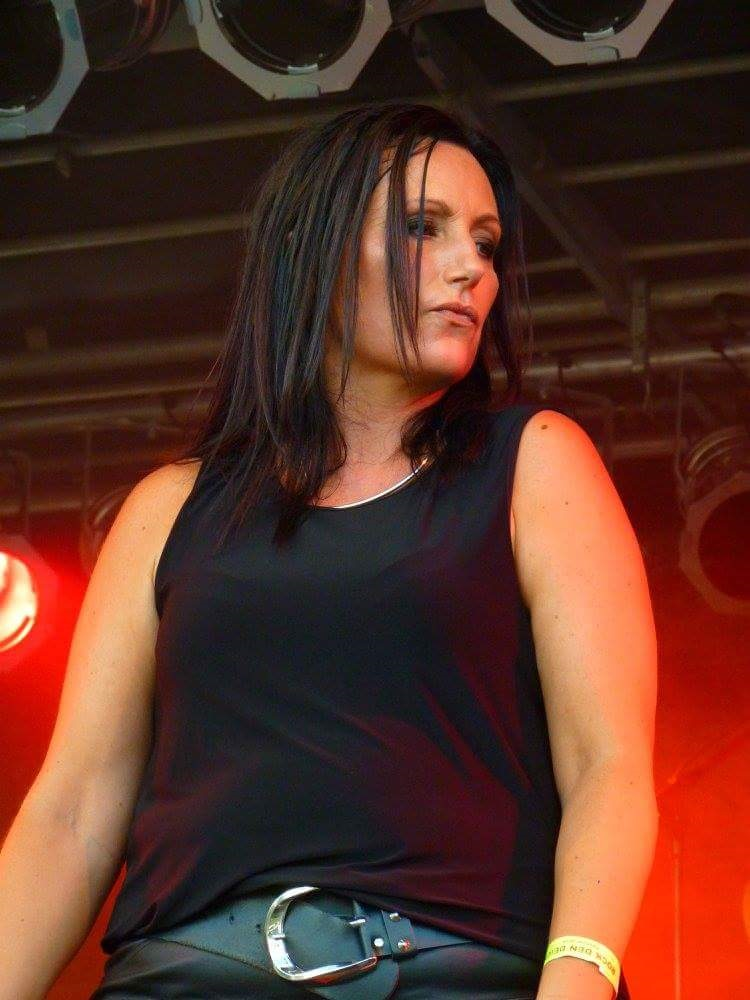
Britta Helm
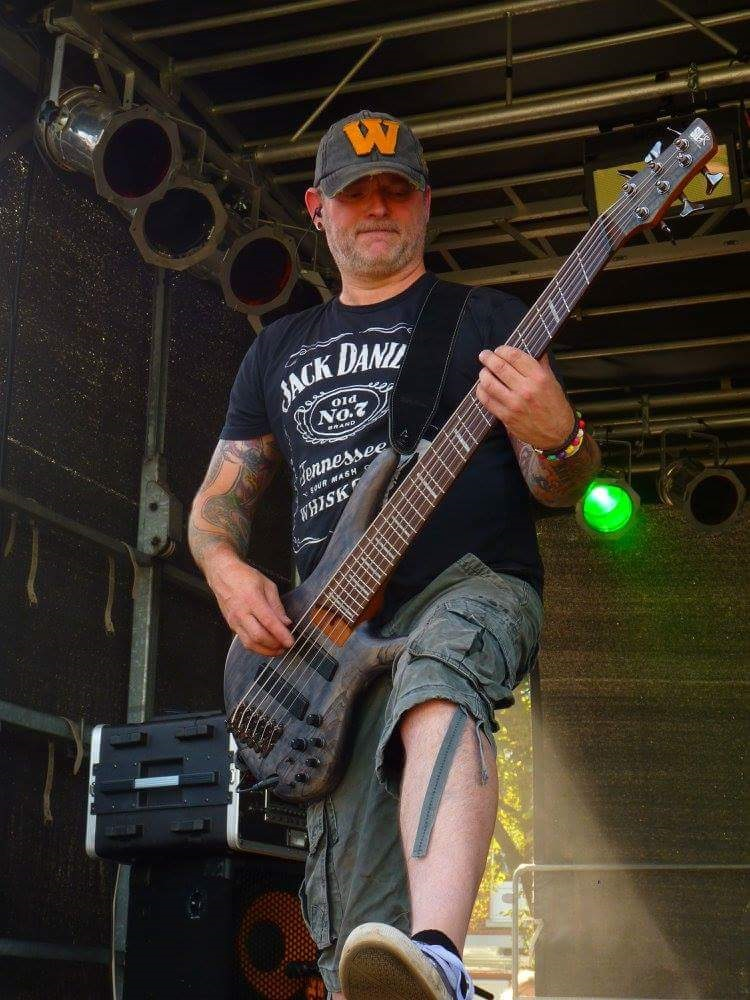
Timo Werner
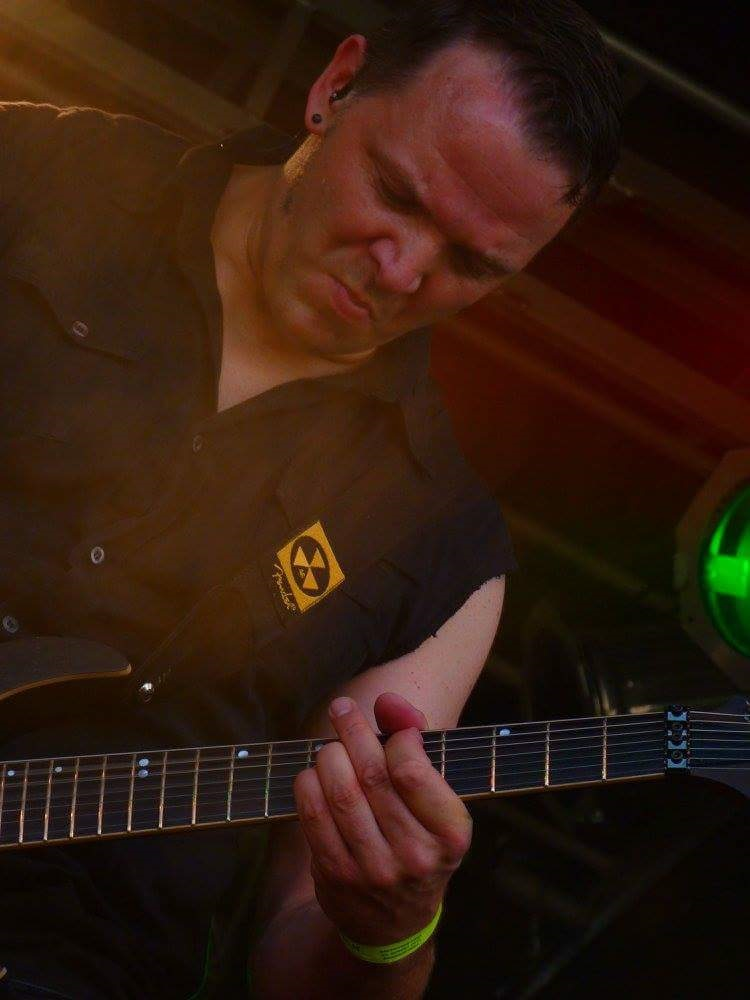
Remo Süß
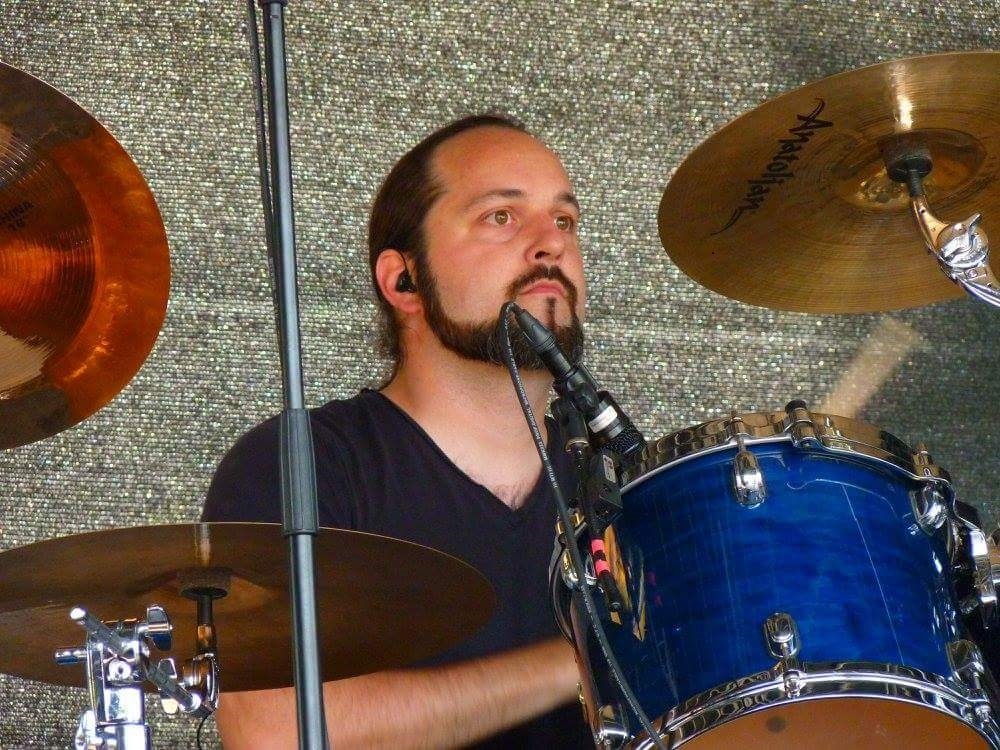
Tim Stoffel

## Stil
Die Musik der Band, deren Protagonisten schon in verschiedenen anderen Bands aus dem Rock- und Metalbereich aktiv waren, wird bisweilen als „spielerischer Progressive Rock“ eingeordnet.

## Diskografie

### Alben und EPs
- 2011: Wrong Life (Album, Access All Areas Studios)
- 2015: Im nächsten Leben (EP, HZY-Records)

### Singles
- 2011: Against The World (Horusstudio)
- 2014: The Beast (Access All Areas Studios), Mix von Beau Hill 2014: Im nächsten Leben (Access All Areas Studios), Mix von Beau Hill
- 2020: Time for Silence ( recordJet ) Mix von Beau Hill
- 2025: Black Hole ( recordJet )

## Videos
- 2013: It Doesn’t Matter (Remix) (Regie: Remo Süß/Heyzy)
- 2014: Im nächsten Leben (Regie: Heyzy)
- 2020: Time for Silence (Regie: Remo Süß)
- 2021: Against the World (Regie: Remo Süß)
- 2025: Black Hole (Regie: Tonstrom – Studio )